# أمير ساتشت
أمير ساتشت  (بالسويدية: Ameer Sachet)‏(ولد عام 1963 في بغداد, العراق) سياسي سويدي من حزب العمال الديمقراطي الاشتراكي السويدي. وهو عضو في البرلمان منذ 2006 و عضو مستبدل في البرلمان في عام 2002 و بين 2005-2006.

## وصلات خارجية
- Riksdagen: أمير ساتشت